# Elbeğendi, Midyat
Elbeğendi là một xã thuộc huyện Midyat, tỉnh Mardin, Thổ Nhĩ Kỳ. Dân số thời điểm năm 2010 là 50 người.